# Atla (Juuru)
Atla est un village de la commune de Juuru du comté de Rapla en Estonie. Il est situé à environ 13 km au nord-est de la ville de Rapla, juste à l'est de Juuru et à 6 km au nord-ouest de Kaiu, sur la route Kose-Purila (n°14). Entre 1991 et 2017, le village était situé dans la paroisse de Juuru.

## Manoir
Le manoir d'Atla est mentionné pour la première fois sous le nom de Groß-Attel en 1422 alors qu'il appartenait à Hannes van Treyden. Aux XVIe et XVIIe siècles, le manoir appartenait à la famille Dücker. Après la Grande Guerre du Nord, il a appartenu aux Maydell et aux Helffreichs. De 1873 à sa dépossession en 1919, ce sont les Barlöwens qui y ont vécu. De nos jours, une poterie privée se trouve dans le manoir.